# Jonathan Suckow
Jonathan Suckow (Ginebra, 4 de enero de 1999) es un deportista suizo que compite en saltos de trampolín. Ganó una medalla de bronce en el Campeonato Europeo de Saltos de 2019, en la prueba de trampolín sincronizado.

## Palmarés internacional
| Campeonato Europeo | Campeonato Europeo | Campeonato Europeo | Campeonato Europeo         |
| Año                | Lugar              | Medalla            | Prueba                     |
| ------------------ | ------------------ | ------------------ | -------------------------- |
| 2019               | Kiev (Ucrania)     | Medalla de bronce  | Trampolín 3 m sincro mixto |